# هولدن وی‌سی کمودور
هولدن وی‌سی کمودور (Holden VC Commodore) خودرویی است که در سال‌های ۳۰ مارس ۱۹۸۰ تا اکتبر ۱۹۸۱در استرالیا و استرالیا تولید شده‌است. طراحی آن خودروهای موتور جلو-محور عقب بوده است. سیستم جعبه‌دندهٔ آن ۳ دنده به دو صورت خودکار و دستی است.

## نگارخانه

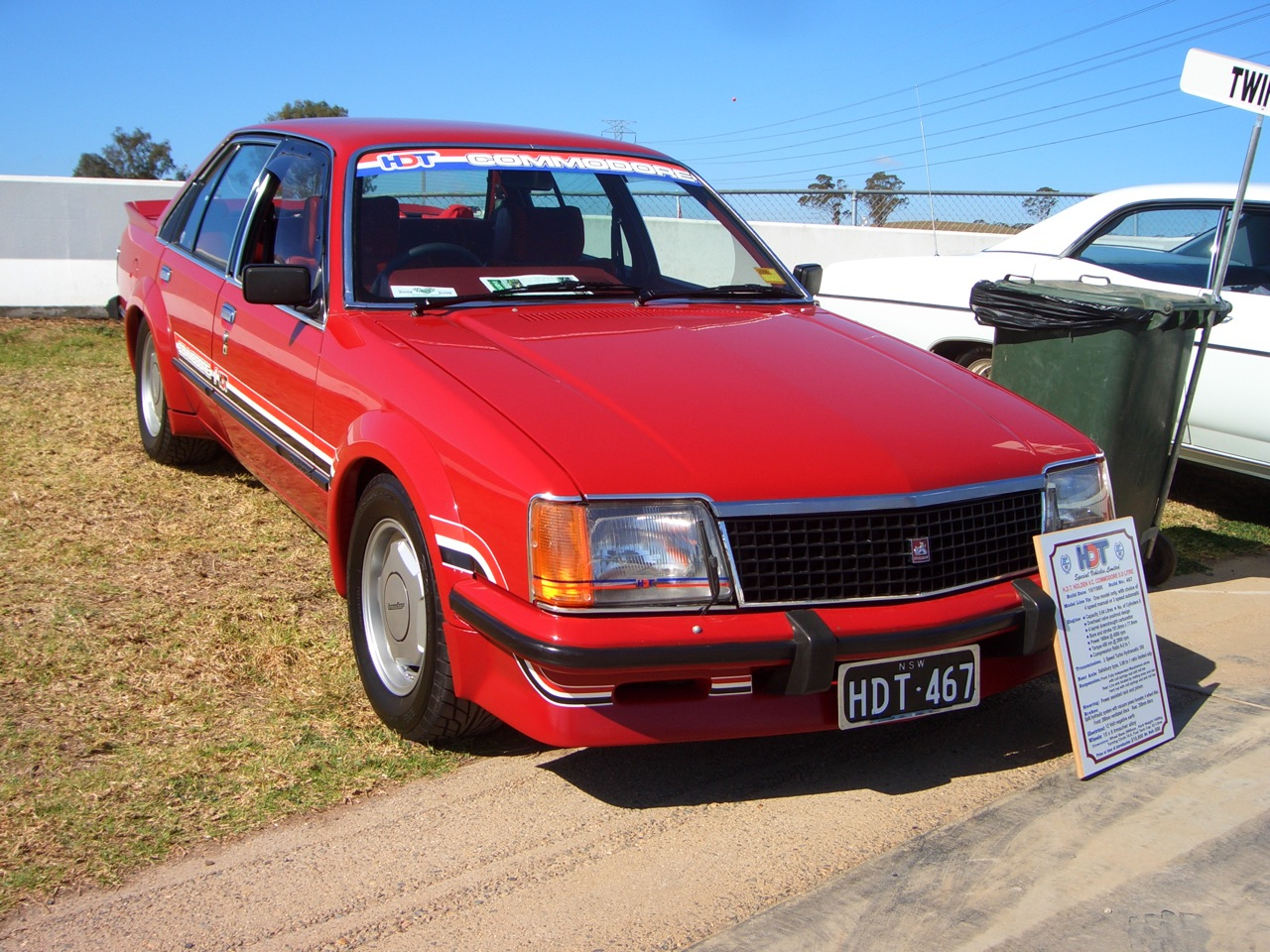
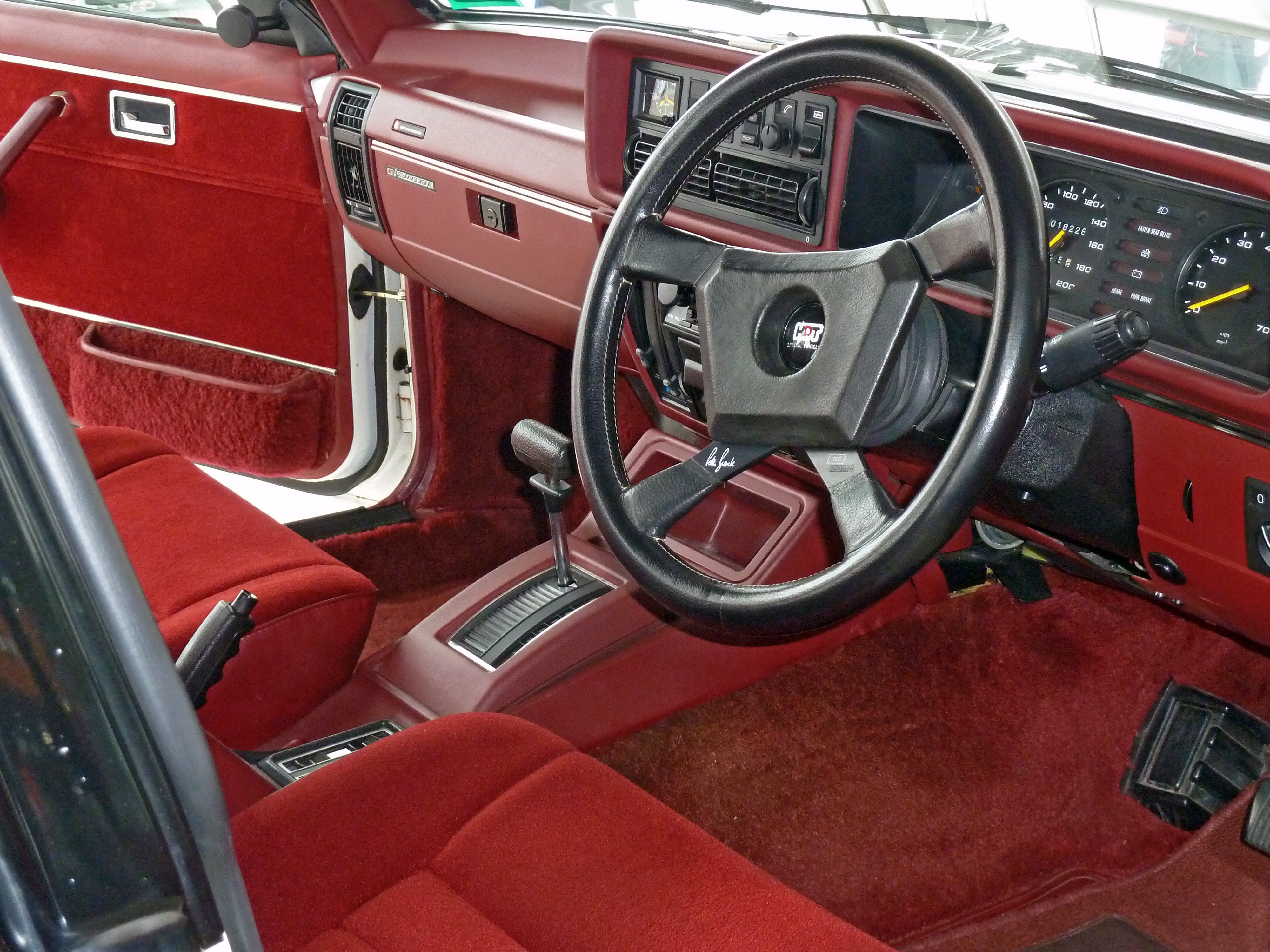